# Oponešice
Oponešice je malá obec ležící v okrese Třebíč v jižním cípu kraje Vysočina. Žije zde 177 obyvatel. Nadmořská výška je 488 metrů nad mořem.
Oponešice se nachází 7 km severovýchodně od Jemnice a prochází jí silnice z Budkova do Mladoňovic.
Sousedními obcemi sídla jsou Třebelovice a Budkov.

## Geografie
Ze severu k jihu vede přes území obce silnice z Budkova do Mladoňovic a k silnici II/152, západně ze zastavěného území obce vede užitková silnice do jemnických lesů dále pak severně podél západní hranice území obce kolem samoty V Horním revíru.
Většina území obce je využívána zemědělsky, lesy jsou pouze v okolí samoty V Horním revíru a v těsné blízkosti západního okraje zastavěného území obce. Těsně za západní hranicí území obce se nachází velký les na území města Jemnice. Severně od zastavěného území obce se nachází malý sad. Na východním okraji zastavěného území obce se nachází zemědělský areál. 
Na jižním okraji území obce se nachází prameniště Třebelovického potoka, ten pak tvoří velkou část jižní hranice obce, pokračuje dále východně a asi po 5 km u Třebelovic ústí do Bihanky. Na jihozápadním okraji se nachází jeden z pramenů potoka Rakovec, který pak teče jižně a po asi 10 km ústí rovněž do Bihanky. Nedaleko samoty V Horním revíru pramení nepojmenovaný potok, ten se pak v rybníku Remízek slučuje s potokem Lučná, do Lučné se pak vlévá i další nepojmenovaný potok, který protéká přes zastavěné území obce. Lučná se pak u východní hranice obce vlévá do Bihanky. Bíhanka pramení asi 3 km severně od území obce a protéká Budkovem a několika rybníky a pak tvoří velkou část severní a východní hranice území obce, kdy se pak odklání dál jihovýchodně a po asi 10 km ústí u Police do Želetavky.
Území obce je relativně rovinaté, nadmořská výška území obce se však pohybuje od 500 do 550 metrů nad mořem, na západním okraji území obce se nachází nepojmenovaný nevýrazný vrchol s kótou 562 metrů, těsně za východní hranicí území obce se nachází nad řekou Bihankou kopec Na Strážku (498 m) a těsně za východní hranicí v jemnických lesích se nachází kopce Špičák (573 m) a Holubice (595 m). 
Zastavěná část území obce se nachází na východním okraji území obce, na západním okraji území obce se nachází samota V Horním revíru, nedaleko se pak nachází u památného stromu objekt vodojemu. 
Západně od zastavěného území obce se nachází nedaleko lesa památný strom Pekařův buk.

## Název
Písemné doklady před 17. stoletím ukazují, že původní jméno znělo Úpolněšici (tomu se nejvíc přibližuje zápis z roku 1420 Vpolnyessicz). Zprvu to bylo pojmenování obyvatel vsi, bylo odvozeno od osobního jména Úpolněš, domácké podoby jména Úpoleň (což byl vlastně jmenný tvar přídavného jména úpolní - "polní"), a znamenalo "Úpolněšovi lidé". Moderní tvar Oponešice navazuje na starší Oponěšice doložené od počátku 17. století, z 16. století je doložen tvar Uponěšice. Jméno vesnice bylo v průběhu času zapisováno jako Vpolneczicz, Opolczicz, Vpolnyessicz, Uponěšice, Vponiessycz, Oponissicz, Auponischitz, Opponieschitz, Oponěschitz, Oponěšice, Upolněšice, Oponeschitz.

## Historie
První písemná zpráva pochází z roku 1351, kdy byl uveden jako majitel vesnice Vilém z Uponešic, v roce 1365 byl majitelem vsi Nevhlas z Upolnešic. Někdy v druhé polovině 14. století byla v Oponešicích postavena tvrz, ale jako sídlo je uvedena až kolem roku 1511, v době, kdy vlastnili vesnici pánové z Čechtína.
Dalšími majiteli pak byli Jakoubek z Upolnešic, Jan z Upolnešic a Ctibor z Batelova, který v roce 1511 prodal Oponešice, Lomy, část Cidliny a zaniklé Arklebovice Bohušovi z Čechtína. Až v roce 1547 zdědil vesnici Adam Hrubčický z Čechtína a v roce 1610 patřily Oponešice Zuzaně Roupovské z Malejova, která spolu s majitelem vlastnila i Budkov, v tu dobu se Oponešice staly součástí budkovského panství.
Až v roce 1666 se majiteli budkovského panství stali Bechtoldové. Těm vesnice patřila až do roku 1776, kdy pak dědictvím získal ves Leopold Krakovský hrabě Kolovrat, později pak část panství patřila také Karlovi z Lichtenštejna. Následně pak statek podědil Kristián Salm-Reifferscheidt, který byl majitelem až do roku 1945, kdy o statek přišel konfiskací.
V roce 1930 byla vesnice elektrifikována a po skončení druhé světové války bylo roku 1950 v obci založeno JZD, to pak bylo roku 1973 sloučeno s JZD Budkov. Po druhé světové válce bylo v obci postaveno koupaliště.
Do roku 1849 patřily Oponešice do budkovského panství, od roku 1850 patřil do okresu Dačice, pak od roku 1896 do okresu Moravské Budějovice a od roku 1960 do okresu Třebíč. V letech 1980–1991 byly patřily Oponešice pod Budkov. Jejich součástí byl dlouhodobě dvůr Jindřichov.
| Rok            | 1869 | 1880 | 1890 | 1900 | 1910 | 1921 | 1930 | 1950 | 1961 | 1970 | 1980 | 1991 | 2001 |
| Počet obyvatel | 352  | 374  | 328  | 324  | 364  | 375  | 336  | 337  | 309  | 268  | 231  | 228  | 171  |

## Politika

### Volby do Poslanecké sněmovny
|       | 2006               | 2010               | 2013               | 2017               | 2021               |
| ----- | ------------------ | ------------------ | ------------------ | ------------------ | ------------------ |
| 1.    | ČSSD (43,95 %)     | ČSSD (35,36 %)     | ČSSD (36,7 %)      | ANO (22,47 %)      | SPOLU (30,85 %)    |
| 2.    | KDU-ČSL (17,58 %)  | KDU-ČSL (15,85 %)  | KDU-ČSL (15,18 %)  | KDU-ČSL (21,34 %)  | ANO (21,27 %)      |
| 3.    | KSČM (14,28 %)     | VV (13,41 %)       | TOP 09 (10,12 %)   | ČSSD (12,35 %)     | ČSSD (11,7 %)      |
| účast | 61,07 % (91 z 149) | 51,88 % (83 z 160) | 53,02 % (79 z 149) | 61,38 % (89 z 145) | 67,14 % (94 z 140) |

### Volby do krajského zastupitelstva
|      | 1.                       | 2.                | 3.                 | účast              |
| ---- | ------------------------ | ----------------- | ------------------ | ------------------ |
| 2000 | 4KOALICE (34,54 %)       | ČSSD (25,45 %)    | ODS (16,36 %)      | 39,01 % (55 z 141) |
| 2004 | KDU-ČSL (51,21 %)        | KSČM (21,95 %)    | ČSSD (9,75 %)      | 27,56 % (43 z 156) |
| 2008 | ČSSD (43,75 %)           | KSČM (14,06 %)    | KDU-ČSL (12,5 %)   | 44,67 % (66 z 150) |
| 2012 | ČSSD (25 %)              | STO (25 %)        | KSČM (11,66 %)     | 38,75 % (62 z 160) |
| 2016 | ČSSD (20,37 %)           | KDU-ČSL (20,37 %) | ANO 2011 (18,51 %) | 36,24 % (54 z 149) |
| 2020 | KDU-ČSL (40,47 %)        | ANO (14,28 %)     | Piráti (9,52 %)    | 29,58 % (42 z 142) |
| 2024 | ODS+TOP 09+STO (38,33 %) | ANO (31,66 %)     | KDU-ČSL (11,66 %)  | 42,18 % (62 z 147) |

### Prezidentské volby
V prvním kole prezidentských voleb v roce 2013 první místo obsadil Miloš Zeman (30 hlasů), druhé místo obsadil Jan Fischer (20 hlasů) a třetí místo obsadil Karel Schwarzenberg (13 hlasů). Volební účast byla 56,95 %, tj. 86 ze 151 oprávněných voličů. V druhém kole prezidentských voleb v roce 2013 první místo obsadil Miloš Zeman (60 hlasů) a druhé místo obsadil Karel Schwarzenberg (30 hlasů). Volební účast byla 59,60 %, tj. 90 ze 151 oprávněných voličů.
V prvním kole prezidentských voleb v roce 2018 první místo obsadil Miloš Zeman (35 hlasů), druhé místo obsadil Jiří Drahoš (27 hlasů) a třetí místo obsadil Marek Hilšer (17 hlasů). Volební účast byla 71,03 %, tj. 103 ze 145 oprávněných voličů. V druhém kole prezidentských voleb v roce 2018 první místo obsadil Jiří Drahoš (56 hlasů) a druhé místo obsadil Miloš Zeman (51 hlasů). Volební účast byla 72,79 %, tj. 107 ze 147 oprávněných voličů.
V prvním kole prezidentských voleb v roce 2023 první místo obsadil Andrej Babiš (28 hlasů), druhé místo obsadil Petr Pavel (25 hlasů) a třetí místo obsadil Pavel Fischer (21 hlasů). Volební účast byla 74,47 %, tj. 105 ze 141 oprávněných voličů. V druhém kole prezidentských voleb v roce 2023 první místo obsadil Petr Pavel (58 hlasů) a druhé místo obsadil Andrej Babiš (48 hlasů). Volební účast byla 74,65 %, tj. 106 ze 142 oprávněných voličů.

## Pamětihodnosti
- Tvrz Oponešice z 2. poloviny 14. století, poprvé byla písemně zmíněna v roce 1496. Po roce 1542 již nebyla používána k ubytování a později byla věž tvrze přestavěna na sýpku.[25]
- Kaple sv. Jana a Pavla z roku 1774[4]
- Socha sv. Jana Nepomuckého z roku 1716[4]
- Tři barokní kapličky v okolí
- Kamenný sloup (pravděpodobně z doby husitských válek)

## Osobnosti
- Radek Křivánek (* 1973), hudebník